# Texttelefon

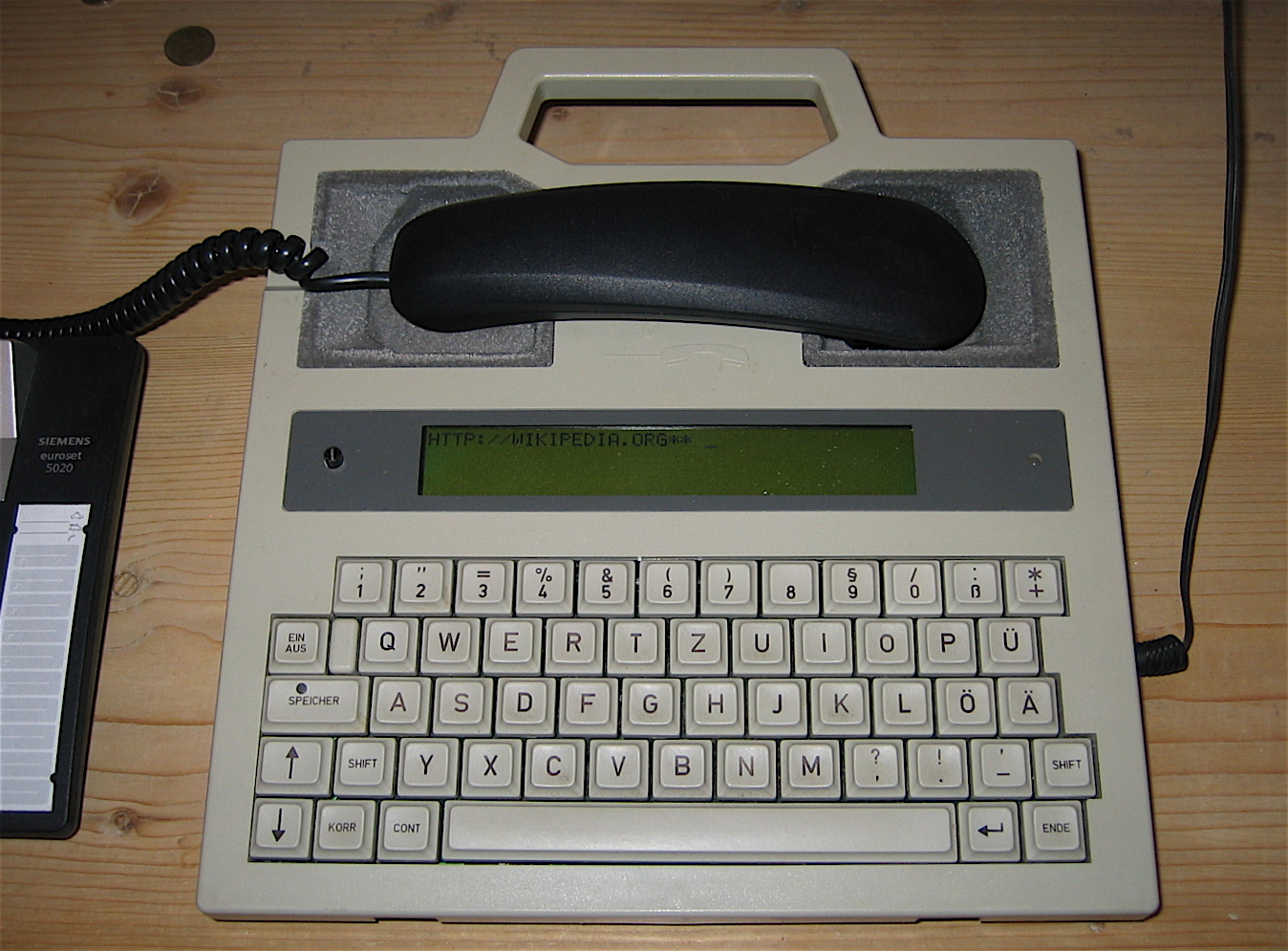
Texttelefon av tysk modell, ej i Sverige

En texttelefon hjälper människor med olika funktionsnedsättningar (ofta hörselskadade, döva, dövblinda eller personer med talsvårigheter) att kommunicera via telenätet. Skillnaden mellan texttelefoner och vanliga telefoner är att kommunikationen sker genom text istället för tal. Den första texttelefonen kallades Svarta Maja och togs i bruk 1980.

## Utformning och funktion
Texttelefonens olika delar utgörs vanligtvis av en bildskärm eller punktskriftsskärm med tillhörande tangentbord. Den har alltså likheter med en persondator, som också kan användas som texttelefon om den är utrustad med särskild programvara och modem. På skärmen registreras hela dialogen, så att man ser vad båda parterna i samtalet har skrivit (jämför Direktmeddelandeprogram).
För att en döv person ska uppfatta att texttelefonen ringer kan det signaleras på ett synligt sätt, till exempel med ljussignal.